# Antonín Zefyrin Maloch
Antonín Zefyrin Maloch, jiný tvar jména Antonín Vánkomil Maloch, a rovněž A. V. M. (30. srpna 1823 Praha – 3. dubna 1880 Praha) byl středoškolský profesor, historik, topograf.

## Život a dílo
Maloch byl vědcem s obrovským spektrem odborných zájmů, osobou nadanou a tvůrčí. Odbornou veřejností, jeho kolegy i studenty je považován za třetího dějepisce království českého, hned po Františku Palackém a Václavu Vladivoji Tomkovi.
Narodil se v Praze, studia na gymnáziu na Novém městě začal v roce 1834, poté pokračoval na pražské univerzitě studiem práv a filozofie, byl výborným topografem, již jako student přispíval do monografie Franze Alexandera Hebera věnované českým hradům. Po Heberově smrti pokračoval v této práci a sám se pokusil o její vydání, ale po neshodách s nakladatelem od tohoto úmyslu ustoupil. Historicko-topografický popis Čech, který by se opíral o autentické písemné prameny, byl Malochovým velkým snem. Již v roce 1847 se proto pustil do důkladné rešerše zemských a dvorských desek. Práce však musel přerušit, protože byl v roce 1849 přeložen do Jindřichova Hradce a v roce 1851 do Jičína. Zde nastoupil jako profesor češtiny na místním gymnáziu. Jedním z jeho žáků byl i Antal Stašek.
V Jičíně se cítil odstrčený, nedoceněný, daleko od centra vědeckého dění. Stěžoval si na vyhnanství na venkově, nečinnost a zklamání. Svědčí o tom dopisy Františku Palackému i Františku Ladislavu Riegrovi. O nečinnosti se však nedá hovořit, i po příchodu do Jičína vykazoval široké vědecké aktivity. Jeho práce vyhrála soutěž, kterou vyhlásila Belgická akademie věd, o 6000 franků, kterou získá ten, kdo odpoví na otázku: Kde se narodil císař Karel Veliký. Sepsal řadu regionálně-historických studií, v 50. letech 19. století se podílel na odborné úrovni Riegrova slovníku naučného, v 60. letech upozornil na jazykové nesrovnalosti v Rukopise královédvorském. Zde se představil jako vynikající luštitel historických šifer. Byl spoluzakladatel jičínského muzea.
Kromě historie se věnoval řadě dalších oborů a výsledky jeho bádání překračovaly svým významem hranice regionu. Napsal studii Nesnáze českého horopisu – vůbec první zpracování problematiky oronym, která byla vydána v polovině 20. století a je pokládaná za první skutečně vědeckou onomastickou studii českou a patrně i slovanskou. Studoval muzikologii, spolu s páterem Janem Tobiášem vydal monografii České zpěvy – přes 500 textů českých písní i s nápěvy. Zabýval se dialektologickým bádáním a výzkumem jičínského nářečí, výsledky jeho práce využil i profesor Alois Vojtěch Šembera. Byl znalcem a propagátorem Prachovských skal. Jako první vůbec prováděl archeologické výzkumy na Starém Hrádku v Prachovských skalách, což bylo přínosem pro rozvoj místní turistiky. Malochovy nálezy využil při plošném archeologickém výzkumu Prachovských skal Rudolf Turek, který s ním dlouhodobě spolupracoval. Výsledky průzkumu a jejich vzájemné spolupráce byly publikovány v knize Prachovské skály na úsvitě dějin. Hned od začátku pobytu se zaměstnával sepisováním, podle jeho názoru, skvělých dějin Jičína. Ale přemíra jeho zájmů a tragické události v soukromém životě mu bránily v soustavné činnosti a Maloch se dočkal i kritických poznámek. To vše, ztracená naděje na návrat do Prahy, utlumilo jeho nadšení a mělo vliv i na jeho duševní rovnováhu. Rukopis díla, související materiál i nejstarší městskou knihu z roku 1361–1407, kterou Maloch zachránil a přepsal, od dědiců zakoupila rada města Jičína. Dějiny města nakonec sestavil na základě Malochových výzkumů Ferdinand Menčík až v roce 1906.

### Spor o mapu Prachovských skal
Konec Malochova života byl znepříjemněn nešťastným a zbytečným sporem.
Maloch od roku 1874 pomocí kompasu a metodou krokování dokumentoval celý komplex Prachovských skal. Výsledkem jeho snah měla být detailní mapa skal, ale protože nebyl kartograf, předal v roce 1877 originální zákresy profesionálnímu litografovi, aby tak vznikla finální podoba mapy určená pro tisk. Celá práce se z důvodu litografovy nemoci protahovala a nebyla nikdy dokončena.
Na doporučení Malocha podniká cestu do Prachovských skal v červnu 1879 i zakladatel Klubu českých turistů Vojta Náprstek s manželkou a Klubem amerických dam, s profesorem Bohumilem Baušem a básníkem Jaroslavem Vrchlickým. Svým dílem a jako nejlepší znalec skal vzbudil Maloch zájem i u svých kolegů, např. Františka Lepaře, tehdejšího ředitele jičínského gymnázia. V té době byly Prachovské skály součástí panství rodu Schliků a u tehdejšího majitele Ervína hraběte Schlika si profesor Lepař vymohl povolení na úpravu cest a vyznačení významných skalních útvarů. První turistické trasy vyznačili studenti, kterým Maloch ochotně předal plánek skal. Ti však zašli mnohem dál, vyhotovili zjednodušený plán skal a v únoru 1880 ho vydali v jičínské tiskárně Františka Návesníka. Malochovi vadilo nejen, že ho předběhli, ale hlavně to, že nedokonalé dílo bylo v tisku spojováno s jeho jménem. Maloch se od plánku distancoval a nelichotivě jej zhodnotil. Byl obviněn z urážky tiskárny, gymnázia i jičínské veřejnosti. Maloch byl rozhořčen a následovaly velmi emotivní reakce na obou stranách. Tři týdny po vyhrocení sporu však Maloch náhle umírá a spor nikdy nebyl urovnán.
Až 130 let poté, v roce 2010 se Jičínská beseda, Město Jičín a spolek Jičín v Praze pokusily o symbolické usmíření profesora Antonína Vánkomila Malocha s městem Jičín. Jičínská beseda převzala od Magistrátu hl. města Prahy opuštěný hrob na Olšanských hřbitovech do správy a u příležitosti dokončení rekonstrukce místa posledního odpočinku A. V. Malocha se 9. června 2010 konal slavnostní pietní akt: Symbolické usmíření c.k. gymnaziálního profesora Antonína Vánkomila Malocha s městem Jičínem. Hrob se nachází v sedmém oddělení III. hřbitovů u jejich jižní zdi, zastávka 37 naučné stezky Olšanské hřbitovy.

### Statě a pojednání
Práce svědčící o zevrubném studiu a bystrém úsudku vycházely v časopise jičínského gymnázia
- Nesnáze českého horopisu (1854)
- Slovo o předhistorických náspech v Čechách (1855) – rozprava původně určená do posledního svazku Heberových hradů
- O založení hradu Přímdy r. 1121 (1856) – s kritickým rozborem pověsti o Dalimilovi
- O rodu rytířů Košíků z Lomnice (1857)
- Chronik des Jičíner k. k. Gymnasiums (1857) – dějiny ústavu od jeho založení roku 1624 Albrechtem z Valdštejna až do roku 1807
- O někdejším statku Dřevenickém blíže Jičína (1858)

Riegrův slovník naučný v hesle Čechy obsahuje tři historickostatistické rozpravy
- Vzrůst říše České
- Rozdělení země české
- Děje poměrův národnosti v Čechách

a obšírný článek
- Dsky (pojednání o zemských a dvorských deskách)

Připravoval i obsáhlejší publikace, ale tiskem vyšly jen ukázky
- o kostelíku v Nadslavi
- o hrádku Prachovských skal
- o starém zvonu na Bradě

Významným a obšírným pojednáním je článek v 5. svazku Heberových hradů
- O Smečně

Teprve v roce 1873 vyšla tiskem odpověď na otázku zaslanou do soutěže
- Wo ist Karl der Grosse geboren?[4]